# Amilcare Ponchielli

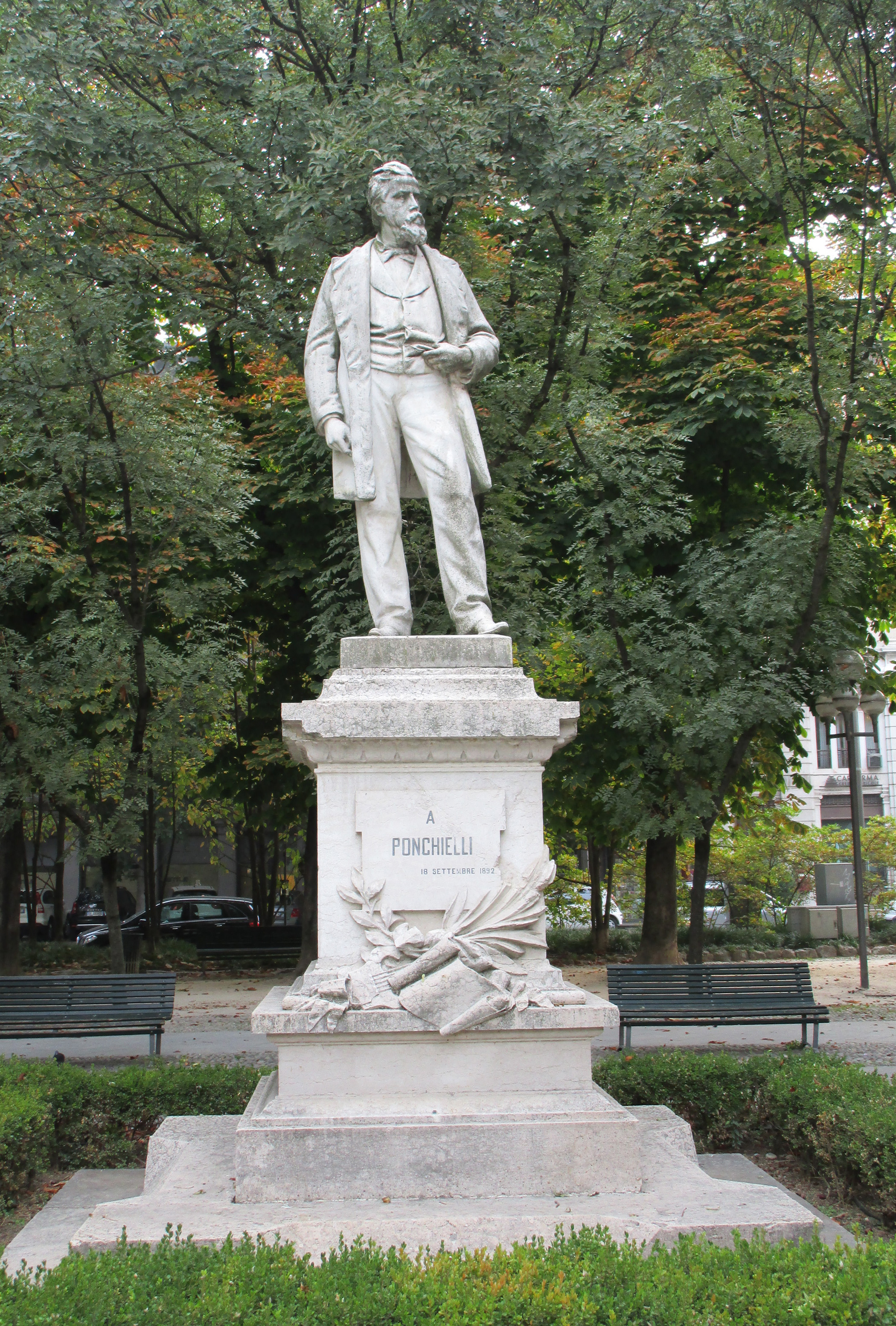
Pomník Amilcareho Ponchielliho v italské Cremoně

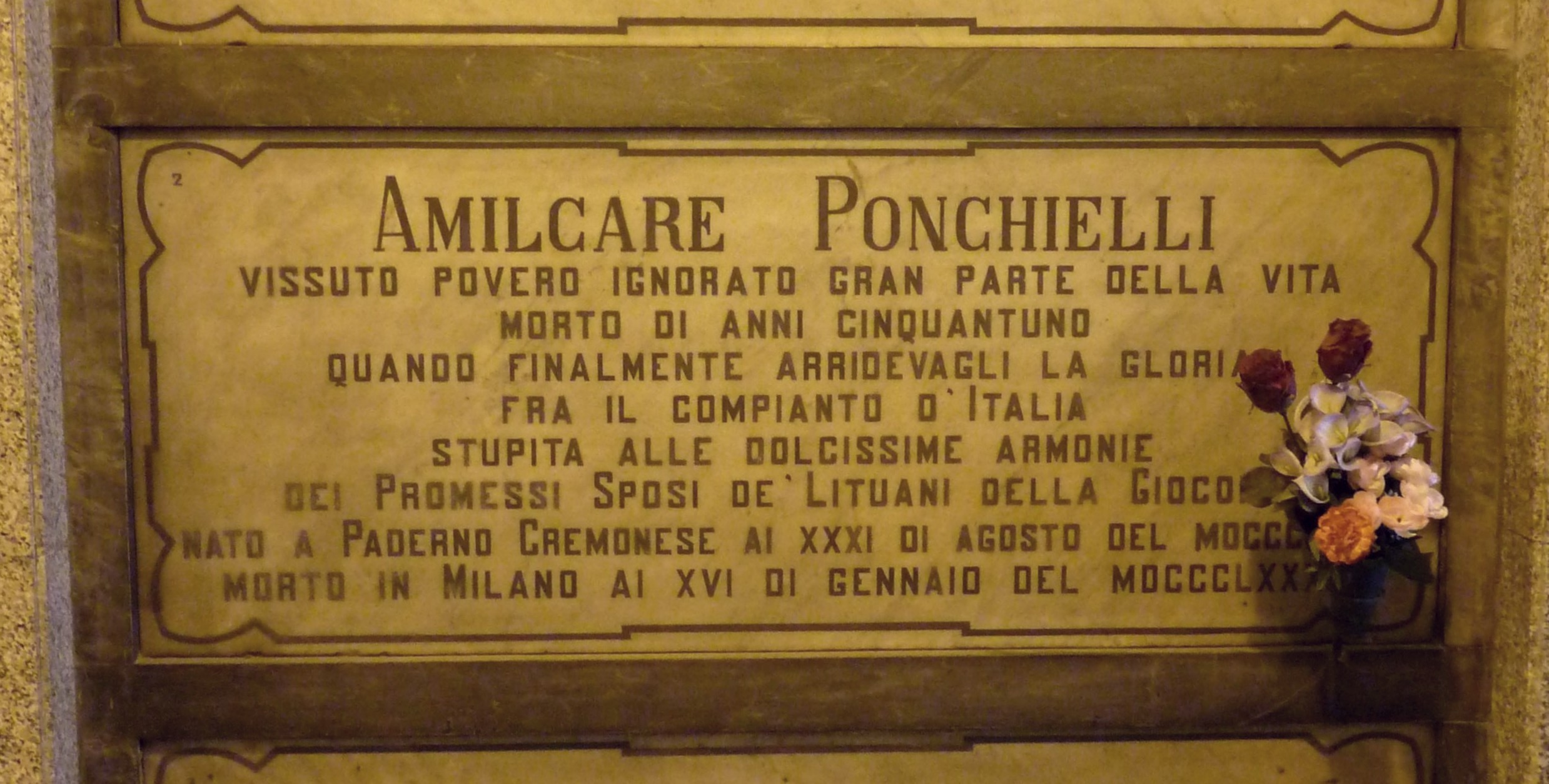
Ponchielliho hrob v Miláně

Amilcare Ponchielli (* 31. srpna 1834, Paderno – † 17. ledna 1886, Milán) byl italský operní skladatel.

## Život
Narodil se v obci Paderno Fasolaro v blízkosti Cremony, která nyní nese na jeho počest název Paderno Ponchielli. Byl synem venkovského učitele a varhaníka. Ve věku devíti let získal stipendium ke studiu hudby na konzervatoři v Miláně.
V deseti letech napsal již svoji první symfonii a v době studia na konzervatoři i svou první operu „Il sindaco babbeo“. V roce 1856 se v Cremoně konalo první veřejné provedení opery „I promessi sposi“, ale proběhlo bez většího ohlasu, zcela ignorováno tiskem. S velkým úspěchem byla táž opera uvedena až o mnoho let později v Miláně (1872). V Cremoně však získal nadšeného příznivce a sponzora, sedláře Bortola Piatti, který se uvolil financovat provedení další Ponchielliho opery „Bertrando dal Bormio“ v Turíně. K představení však nedošlo, neboť impresario divadla uprchl i s penězi.
Počáteční léta jeho umělecké dráhy byla poznamenána obdobnými zklamáními. V roce 1865 vyhrál konkurs na místo profesora kompozice na milánské konzervatoři, avšak vlivná hraběnka Maffei na místo něho protlačila v té době úspěšného dirigenta Franca Faccio. Ponchieli se živil jako dirigent malých orchestrů v Piacenze a v Cremoně. Teprve úspěch obnovené premiéry opery „I promessi sposi“ mu otevřel dveře jednak k nakladateli Ricordimu a s jeho přímluvou i Milánské konservatoře a hlavně divadla Teatro alla Scala. Uvedl zde úspěšný balet „Le due gemelle“ (1873) a Ricordi u něj objednal operu „I Lituani“ na libreto Antonia Ghislanzoni.
V této době se také oženil, jeho manželkou se stala zpěvačka Teresa Brambilla, vnučka zpěvačky téhož jména, která proslula ve Verdiho operách. Zatím jeho opera „I promessi sposi“ pokračovala ve vítězném tažení Evropou. Byla přeložena do němčiny i do angličtiny. Teatro alla Scala se však k jeho operám stavělo odmítavě. S velkými obavami očekával, jak se milánské publikum zachová k jeho první opeře připravené pro tuto scénu a obavy se znásobily, když dirigentem představení se stal jeho mnohaletý konkurent Franco Faccio. Opera „I Lituani“ však měla jednoznačný úspěch a vzhledem k tomu, že Verdi se na několik let odmlčel, stal se Ponchielli rázem vůdčí operní osobností Itálie.
V této době vznikl také projekt opery La Gioconda, která se měla stát Ponchielliho nejúspěšnějším dílem. Ricordi určil, aby se libretistou stal Arrigo Boito, který právě ve Scale utrpěl zdrcující fiasko s vlastní operou Mefisto. Boito zvolil drama Victora Huga „Angelo, tyran Padovský“, které již bylo jednou zhudebněno Saveriem Mercadante (Opera „Il Giuramento“, 1837). Snad proto, že Boito byl dosud zdrcen neúspěchem Mefistola, napsal libreto ne pod svým jménem, ale pod snadno čitelným pseudonymem Tobia Gorrio. Ani Ponchielli nevěřil v úspěch společného díla. Neustále si stěžoval, že libreto není podle jeho vkusu a navíc Boito ani Ricordi nevěnovali jeho stížnostem a návrhům pozornost. Tím větší byl úspěch. Opera uvedená opět dirigentem Francem Facciem měla při své premiéře na dvacet opon a záhy jí uvedla divadla celé Evropy.
Další Ponchielliho opery „Il figliuol prodigo“ (1880) a „Marion Delorme“ (1885) měly sice při premiéře úspěch, ale záhy zmizely z repertoáru a dnes jsou připomínány jen zcela sporadicky. Poslední opera „I Mori di Valenza“ zůstala nedokončena.
V roce 1881 byl Ponchielli jmenován maestrem di cappella katedrály v Bergamu. Kromě toho se v témže roce konečně stal profesorem kompozice na milánské konservatoři. Jeho studenty byli mimo jiné i Giacomo Puccini a Pietro Mascagni.
Zemřel v Miláně 17. ledna 1886 a je pohřben na hřbitově Cimitero Monumentale.

## Dílo
Ponchielli je dnes znám jako operní skladatel zejména díky své nejslavnější opeře La Gioconda, která obsahuje árii Cielo e mar (Nebe a moře). Tuto árii zpívali na svých gramofonových deskách slavní tenoristé jako Enrico Caruso a Luciano Pavarotti. Kromě to však zkomponoval i operetu, dva balety a mnoho instrumentální a komorní hudby.
Národní divadlo Brno uvedlo operu La Gioconda na jaře 2019.

### Přehled oper
- Il sindaco babbeo (1851 Milán)
- I promessi sposi (1856 Cremona)
- Bertrando dal Bormio (1858; neprovedeno)
- La savoiarda (1861 Cremona)
- Roderico re dei goti (1863 Piacenza)
- La vergine di Kermo (1860 Cremona)
- Il parlatore eterno (1873 Lecco)
- I lituani (1874 Milán)
- I lituani (revidovaná verse, 1875 Milán)
- La Gioconda (1876 Milán )
- I promessi sposi (revidovaná verse, 1876 Milán)
- Lina (přepracovaná verse opery La savoiarda, 1877 Milán)
- Il figliuol prodigo (1880 Milán )
- Marion Delorme (1885 Milán)
- I Mori di Valenza (nedokončeno, uvedeno 17.3.1914 v Monte Carlu, dokončil Arturo Cadore)